# 113

## Události
- Římský císař Traianus odmítl schválit volbu Parthamasiria arménským králem

## Úmrtí
- Plinius mladší, římský spisovatel a právník (* 61)

## Hlavy států
- Papež – Alexandr I. (105/106/107/109–115/116)
- Římská říše – Traianus (98–117)
- Parthská říše – Pakoros (77/78–114/115) + Osroés (108–128/129) + Vologaisés III. (111/112–147/148, vzdorokrál)
- Kušánská říše – Vima Takto  (90–113) » Vima Kadphises (113–127)
- Čína, dynastie Chan (206 př. n. l. – 220 n. l.)